# Apurimacia incarum
Apurimacia incarum är en ärtväxtart som beskrevs av Hermann August Theodor Harms. Apurimacia incarum ingår i släktet Apurimacia och familjen ärtväxter. Inga underarter finns listade i Catalogue of Life.